# Allan (ur. 1997)
Allan Rodrigues de Souza (ur. 3 marca 1997 w Porto Alegre) – brazylijski piłkarz grający na pozycji defensywnego pomocnika w CR Flamengo. Wychowanek Internacionalu, w swojej karierze grał także w takich zespołach jak SJK, Sint-Truidense, Hertha BSC i Apollon Limassol.